# Macranthisiphon
Macranthisiphon é um género botânico pertencente à família Bignoniaceae.

## Espécies
- Macranthisiphon longiflorum
- Macranthisiphon longiflorus